# Neurogenia hunanensis
Neurogenia hunanensis är en stekelart som beskrevs av He och Tong 1992. Neurogenia hunanensis ingår i släktet Neurogenia och familjen brokparasitsteklar. Inga underarter finns listade i Catalogue of Life.